# ヘッドギア

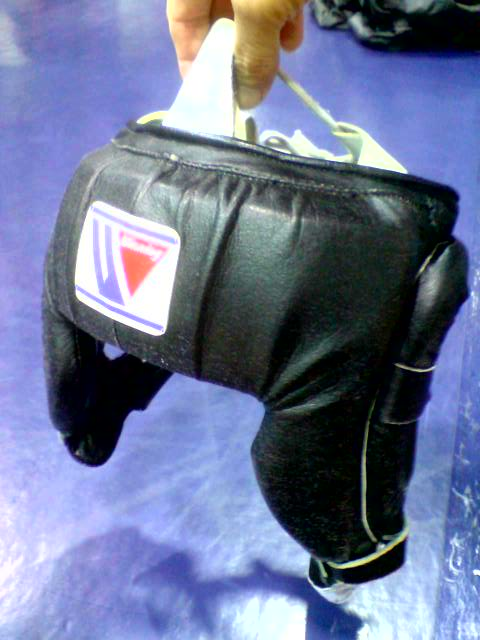
ヘッドギア（ボクシングアマ試合用）

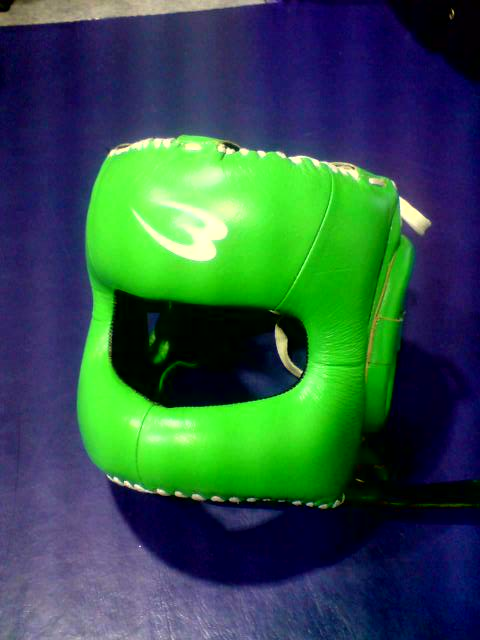
ヘッドギア（フルフェイスタイプ）

ヘッドギア（英語: Headgear）とは、帽子・ターバン・フード・マスクなど頭部に装着する衣類の総称。日本では、軟質ヘルメット（特に格闘技等に際し頭部や耳を覆う防具）を意味する場合が多い。
スポーツ用品、及び医療機器として使われる。

## 概要
格闘技では練習・試合両方で装着され、アマチュアの試合では装着を義務づけている場合が多い。近年では、眼球、眼窩を完全に保護するフルフェイスタイプのヘッドギアが装着される事が多い。また、スポーツ以外にも医療の場など、例えばてんかんの発作などで転倒した際頭部を保護する目的で使用される。

## スポーツ

### ボクシング
プロボクシングにおいては試合では装着しないが、練習用スパーリングでは装着する。
アマチュアボクシングにおいては、1984年以降、試合にも使われてきた時期があったが、様々な理由からヘッドギアを着用しているときのほうが、脳震盪など頭部を負傷する頻度が高まるケースがあるとして、2016年リオデジャネイロオリンピック大会から成年男子に限ってヘッドギアを装着しない試合が定着した。

### ラグビー
ラグビーでもヘッドギアは使用され、格闘技のタイプのものとは別タイプになっている。ただし、ヘッドギアが試合中外れてもプレーは可能である。ラグビーのヘッドギアはヘッドキャップとも呼ばれている。

### 空手
空道等で使用される顔面部が透明のプラスチック製のヘッドギアは、スーパーセーフと呼ばれている。

### レスリング
レスリングなどで使用される耳の防護を目的とするものはイヤーガードと呼ばれている。